# Maoritrechus nunni
Maoritrechus nunni – gatunek chrząszcza z rodziny biegaczowatych i podrodziny Trechinae.

## Taksonomia
Gatunek został opisany w 2010 roku przez Jamesa I. Townsenda. Wyznaczono jeden holotyp i 8 paratypów. Nazwa gatunkowa nadana na cześć Johna Nunna, odkrywcy gatunku.

## Opis
Ciało długości około 4 mm, jasnożółtawo-brązowe. Głowa powiększona o bruździe ocznej stykającej się z rowkiem szyjnym. Lewa żuwaczka szersza w części dystalnej od prawej. Każdy policzek zwykle z jedną lub dwoma szczecinkami: poniżej i za okiem. Przedplecze o bocznych krawędziach wygiętych, bokach zakrzywionych na zewnątrz w przedniej połowie. Pokrywy nieco ścięte, o bokach szeroko wygiętych i prostych pośrodku, ramionach zaokrąglonych, rzędach reprezentowanych przez bardzo słabo wgłębione linie lub drobne punktów, z trzema uszczecinionymi punktami przylegającymi do 3 rzędu i czwartym na jego dystalnej krawędzi. Aedeagus z zagłębieniem w widoku grzbietowym.

## Występowanie
Gatunek ten jest endemitem Nowej Zelandii. Znany wyłącznie z Dunedin (region Otago) na Wyspie Południowej.